# Ekvivokáció
Az ekvivokáció avagy a szóazonosságra alapuló érv egy olyan érvelési hiba, amely egy azonos alakú szó különböző értelmének az összemosására épül.

## Példák
- "Meztelenül járni természetes, hiszen az állatok is meztelenül járnak."     A "természetes" szót két értelemben is lehet használni, a "természetben előforduló", illetve a "társadalmilag elfogadott" értelemben. Attól, hogy valami a természetben előfordul, és természetesnek mondjuk (pl. gyilkosság), attól társadalmilag még nem feltétlen elfogadott, nem "természetes".

## Szatirikus példák
- A semmi és a kávé:

Mi lehet jobb egy igazi olasz kávénál? Semmi.
A pótkávé is jobb a semminél.
Konklúzió: a pótkávé jobb egy igazi olasz kávénál
(Itt a "semmi" szó különböző jelentéseinek keveredése okozza a nyilvánvaló hamis következtetést.)
- Nem fogadom azt el, hogy bármi, amit bizonyíték nélkül elfogadunk, az axióma. Ha például megkínálsz pálinkával, és elfogadom, nem bizonyítunk semmit, a pálinka mégsem axióma.

(Itt az "elfogadás" szó különböző jelentéseit mossa össze az érvelő.)
- Két rendőr bemegy a közértbe. A felvágottaspult előtt az egyik se szó, se beszéd, szájonvágja a másikat.

– De Bélám, ezt most miért kaptam? Azt hittem, barátok vagyunk…
– Üzletben nincs barátság!

## Lásd még
- Érvelési hibák